# Tablica genealogiczna
Tablica genealogiczna – zwięzła forma prezentacji zgromadzonych danych o genealogii określonej rodziny, przedstawiająca filiacje i koicje zachodzące pomiędzy jej członkami (tj. najczęściej pokrewieństwo i powinowactwo). Tablica taka zazwyczaj zajmuje jeden arkusz papieru, ewentualnie kilka kartek spiętych (sklejonych) ze sobą grzbietem; rzadziej plik kartek do przewracania. Podobnie na ekranach komputerowych, tablica genealogiczna może zajmować jeden bądź kilka kolejnych ekranów.
Inne nazwy tablicy genealogicznej to lista, zestawienie, tabela, wykres, wywód czy schemat genealogiczny, a czasem także rodzinny.
Ze względu na swoją przejrzystość i zwięzłość, tablice genealogiczne nadają się nie tylko do prezentacji wyników badań genealogicznych innym osobom, ale często stanowią także formę przechowywania danych przez samych genealogów. W tej formie sporządza się także pierwsze notatki uwidaczniające powiązania między osobami (brudnopis).

## Rodzaje
Podstawowymi rodzajami tablic stosowanych w genealogii są:
- tablica (wywód) przodków, którego szczególnym rodzajem jest Ahnentafel, oraz
- tablica (wykres) potomków.

Czasem mówi się także o tablicy pokrewieństwa, która jest połączeniem tablic przodków oraz potomków. Z kolei drzewo genealogiczne to potoczna nazwa tablicy potomków, rzadziej samej tablicy przodków lub obu tablic w postaci tablicy pokrewieństwa. Drzewem genealogicznym potocznie nazywane są często wszystkie rodzaje tablic genealogicznych (także przodków), a nawet inne opracowania związane z genealogią danej rodziny (biuletyny, książki, strony internetowe, np. Drzewo genealogiczne rodziny X jako tytuł strony internetowej). Natomiast rodowód to skrócony wywód przodków.

## Oznaczenia
Na tablicach genealogicznych tradycyjnie stosuje się poniższe skróty i symbole genealogiczne dla różnego rodzaju faktów.
| Znaczenie                      | Symbol               | Opis słowny                               |
| data lub miejsce urodzenia     | *                    | gwiazdka                                  |
| data lub miejsce urodzenia     | ur.                  | pol. urodzony, urodzona                   |
| data lub miejsce urodzenia     | b.                   | ang. birth, born (w krajach anglosaskich) |
| data, miejsce lub fakt śmierci | †                    | krzyż (znak 8224 – &dagger;)              |
| data, miejsce lub fakt śmierci | +                    | znak plus, krzyżyk                        |
| data, miejsce lub fakt śmierci | zm.                  | pol. zmarły, zmarła                       |
| data, miejsce lub fakt śmierci | d.                   | ang. death, dead, died                    |
| data, miejsce lub fakt śmierci | poległy              |                                           |
| data, miejsce lub fakt ślubu   | x                    | znak iks, krzyżyk                         |
| data, miejsce lub fakt ślubu   | dwie obrączki ślubne |                                           |
| data, miejsce lub fakt ślubu   | śl.                  | pol. ślub                                 |
| data, miejsce lub fakt ślubu   | m.                   | ang. marriage, married                    |
| data, miejsce lub fakt ślubu   | znak nieskończoności |                                           |
| nieznana osoba (brak danych)   | N.N.                 | łac. nomen nescio (tj. imienia nie znam)  |

## Wykonanie
Tablice genealogiczne tworzy się:
- w specjalnych programach genealogicznych,
- jako tabelkę bądź za pomocą kresek – w innych programach komputerowych,
- jako obrazek – w edytorze grafiki (rastrowej lub wektorowej),
- odręcznie – kreśląc na papierze lub tworząc dzieło artystyczne.

Tablice może wykonać genealog (także amator) we własnym zakresie bądź zlecić je innym doświadczonym osobom.

### Program komputerowy
Aplikacja genealogiczna sama tworzy tablice genealogiczne na podstawie wprowadzonych danych. Jedyną dodatkową czynnością jest wskazanie rodzaju tablicy oraz szczegółów dotyczących jej wyglądu czy zawartości.

### Tabela
Klasyczne wykresy genealogiczne w prosty sposób można sporządzić na bazie tabeli, w której jedna osoba (dla tablicy przodków) lub para (dla tablicy potomków) to zawsze jedna komórka, a jeden wers lub kolumna konsekwentnie odpowiadają jednemu pokoleniu osób:
- w przypadku tablicy przodków – scala się komórki niższego pokolenia (na dwie komórki: ojca i matki, przypadka jedna komórka dziecka),
- w przypadku tablicy potomków – scala się komórki wyższego pokolenia (na liczbę komórek równą liczbie rodzeństwa przypada jedna komórka rodziców).

### Wykres
Wykres sporządza się za pomocą linii reprezentujących podstawowe relacje rodzinne (tj. filiację i koicję).
W tablicach pionowych linie pionowe ukazują koicję (tj. zazwyczaj łączą współmałżonków), a poziome filiację (łączą rodziców z dziećmi); przodkowie (lub odpowiednio potomkowie) w tym samym pokoleniu wymieniani są w jednej kolumnie jeden pod drugim.
W tablicach poziomych jest odwrotnie, tzn. linie pionowe reprezentują filiację między rodzicami a dziećmi a poziome – koicję w ramach związku kobiety i mężczyzny; przodkowie lub potomkowie należący do tego samego pokolenia znajdują się w tym samym wersie.
W programach komputerowych linie tworzy się przez połączenie kresek, które mogą być:
- znakiem zwykłym – kreska krótka pozioma – (tzw. dywiz), pionowa | i ewentualnie dolna pozioma _ (podkreślnik):
- znakiem specjalnym (dostępnych w Unikodzie jako narzędzie typu „Wstaw znak specjalny”, a tam w sekcji „Elementy ramek”) – kreski te mogą graficznie zachodzić na siebie: pozioma ━, pionowa │, narożniki ┌ ┐ └ ┘ oraz łączniki ┝ ┥ ┬ ┴.

Do tworzenia genealogicznych tabel i wykresów liniowych nadają się zwłaszcza aplikacje biurowe (procesor tekstu, arkusz kalkulacyjny, prezentacja) oraz zwykłe edytory tekstów. Nadają się do tego także dokumenty HTML. Wszystkie takie tablice można zapisać w zwykłym pliku tekstowym.